# Odostomia tomlini
Odostomia tomlini is een slakkensoort uit de familie van de Pyramidellidae. De wetenschappelijke naam van de soort is voor het eerst geldig gepubliceerd in 1933 door W.H. Turton.